# Het eind van het begin
Het eind van het begin is het verzamelalbum van BLØF dat uitkwam in 2004. Het behaalde de platina status in Nederland.
Het verzamelwerk van BLØF tot 2004 is uitgegeven in drie verschillende edities. De eenvoudigste editie bevatte een cd met een verzameling van de singles. De tweede editie bestond uit twee cd's. De eerste cd bevat wederom de singles. Op de tweede cd staan de ballads van BLØF. De uitgebreide en derde versie bestond uit drie cd's en een dvd. De derde cd bevat niet eerder uitgebrachte tracks. De dvd bevatte alle eerder uitgebrachte clips en een twee documentaires over BLØF. Het nummer Opstand is bij de release als single uitgebracht. Het nummer is destijds samen met Zwart water geschreven voor dit verzamelwerk van BLØF.
Het gehele werk is in 2007 opnieuw uitgebracht als Platinum.

## Het eind van het begin: singles
1. Harder dan ik hebben kan (4:12)
2. Omarm (4:13)
3. Holiday In Spain (3:54) ft. Counting Crows
4. Blauwe ruis (4:27)
5. Aan de kust (3:34)
6. Dichterbij dan ooit (4:22)
7. Dansen aan zee (4:35)
8. Mooie dag (4:37)
9. Liefs uit Londen (4:00)
10. Zaterdag (4:44)
11. Wat zou je doen? (live) (5:01)
12. Hart tegen hart (4:21)
13. Ze is er niet (3:45)
14. Niets dan dit (3:50)
15. Hier (4:09)
16. Opstand (4:02) - nieuw nummer
17. Meer van jou (live) (4:22) - alleen als single verschenen

## Het eind van het begin: singles & ballads
1. Dat wij dat zijn (4:10)
2. Watermakers (4:22)
3. Abraça-me / Omhels me dan (5:35) ft. Fernando Lameirinhas
4. Monsters slapen nooit (3:52)
5. Misschien niet de eeuwigheid (4:03)
6. Vrouw op de veranda (3:36)
7. Kauwgom, thee & wierook (2:58)
8. Bougainville (2:54)
9. Vraag me niet (3:21)
10. Heimwee (3:09)
11. Barcelona (4:22)
12. Streep mijn naam maar weg (2:59)
13. Laat het licht aan (3:42)
14. Laatste ronde (4:48)
15. Dit lied (4:25)
16. In het volle licht (5:26)
17. Zwart water (4:13) nieuw nummer
18. Het is laat (4:32)

## Het eind van het begin: B-kantjes & rariteiten
1. Aan de kust (BLØF, Doe Maar - live) (4:17)
2. Dorst (4:21)
3. Duister (2:23)
4. Hart tegen hart (akoestisch) (4:10)
5. Dansen aan zee (akoestisch) (4:41)
6. Nishike (4:21)
7. Watermakers (akoestisch) (3:38)
8. Twee koude handen (akoestisch) (4:47)
9. Scheveningse tram (4:37)
10. Zing-vecht-huil-bid-lach-werk & bewonder (4:16)
11. Onderhuids (1:59) intro van tv-serie Luifel & Luifel seizoen 2
12. Het geeft niet (4:35)
13. Mooie dag (live) (4:57) ft. Heather Nova
14. Halt mich (live) (3:49) ft. Herbert Grönemeyer
15. Dansen aan zee (live) (5:06) ft. Cristina Branco
16. Iedereen is van de wereld (live) (6:07) ft. Thé Lau

## Het eind van het begin: Clips & Documentaires (dvd)
Clips:
1. Harder dan ik hebben kan
2. Niets dan dit
3. Zaterdag
4. Dansen aan zee
5. Hier
6. Ze is er niet
7. Dichterbij dan ooit
8. Blauwe ruis
9. Mooie dag
10. Meer van jou (live)
11. Omarm
12. Misschien niet de eeuwigheid
13. Barcelona (live)
14. Hart tegen hart
15. Opstand

Documentaires:
- ‘Weggaan en weer terugkomen’ (2001)
- ‘Tussen hemel en aarde’ (2003)

Bandleden:

Paskal Jakobsen · Peter Slager · Bas Kennis · Norman Bonink (voormalig: Henk Tjoonk, Chris Götte)

Discografie: